# Сильвестр, Шарль
Шарль Сильвестр (фр. Charles Silvestre; 2 февраля 1889 года ― 31 марта 1948 года) ― французский писатель.   

## Жизнь и творчество
Шарль Сильвестр родился в 1889 году в городе Тюль, регион Лимузен. Происходил из знатной семьи. Отец был нотариусом. В детстве жил в доме своего деда по материнской линии, Леонарда Марка. Учился в семинарии в Ле Дора и в колледже Лиможа, некоторое время изучал юриспруденцию. 
В начале 1920-х годов посвятил себя литературе. Был автор художественных произведений, посвящённых проблемам региональной идентичности французов. Сюжеты его романов во основном разворачиваются в Лимузене и Пуату. 
В 1924 году получил премию Жана Ревеля за свой роман Aimée Villard, fille de France. В 1926 году был удостоен литературной премии Фемина за роман Prodige du cœur.
В 1931 году женился на Сюзанне Попелин, хотя брак был неудачным. 
В 1932 году получил звание кавалера ордена Почётного легиона. В 1936 году был удостоен гран-при Французской академии за все свои заслуги на литературном поприще. 
Был другом и соратником Шарля Морраса и активным членом движения Аксьон Франсез. 

## Сочинения
- 1920: L'Incomparable Ami
- 1920: Le Soleil de Salamine
- 1922: L'Amour et la mort de Jean Pradeau, с предисловием Жерома и Жана Торо.
- 1923: Le Merveilleux Médecin
- 1924: Aimée Villard, fille de France
- 1924: Cœurs paysans, с предисловием Генри Пурра
- 1925: Belle Sylvie
- 1926: Prodige du cœur
- 1926: Dans la lumière du cloître, Plon - Le Roseau d'Or n° 11
- 1927: Amour sauvé
- 1928: Le Vent du gouffre
- 1929: La Prairie et la flamme
- 1929: Le Voyage rustique
- 1931: Monsieur Terral
- 1931: Pleine terre
- 1932: Au soleil des saisons
- 1933: Le Livre d'un terrien
- 1933: L'Orage sur la maison
- 1933: Le Passé d'amour
- 1934: Le Nid d'épervier
- 1935: La Roue tourne
- 1936: Le Démon du soir
- 1936: Mère et fils
- 1944: Dernier Noël
- 1946: Manoir